# Бозвел (Индијана)
Бозвел (енгл. Boswell) град је у америчкој савезној држави Индијана.

## Демографија
По попису из 2010. године број становника је 778, што је 49 (-5,9%) становника мање него 2000. године.
| Група             | 2000.       | 2010.       |
| Белци             | 727 (87,9%) | 652 (83,8%) |
| Афроамериканци    | 2 (0,2%)    | 5 (0,6%)    |
| Азијати           | 2 (0,2%)    | 1 (0,1%)    |
| Хиспаноамериканци | 81 (9,8%)   | 117 (15,0%) |
| Укупно            | 827         | 778         |